# سرانبار كلانتري (مقاطعة دورة)
سرانبار كلانتري (بالفارسية: سرانبار کلانتری) هي قرية تقع في قسم تشكن الريفي (مقاطعة دورة) في إيران. يقدر عدد سكانها بـ 482 نسمة .